# Florian Wenz
Florian Wenz (* 1958 in München) ist ein deutscher Netzkünstler.

## Leben und Werk
Florian Wenz studierte an der Fakultät für Architektur der Technischen Universität München. Wenz bewegt sich im Grenzbereich zwischen Kunst und Forschung. Er organisiert Ausstellungen und verwirklicht Installationen mit Neuen Medien.
Florian Wenz hat gemeinsam mit Felix Stephan Huber, Philip Pocock und Udo Noll das Internetprojekt A Description of the Equator and Some ØtherLands realisiert. ØtherLands wurde 1997 auf der documenta X in Kassel gezeigt.
Installation und Webprojekt zugleich ist H|u|m|b|o|t (in Zusammenarbeit mit Daniel Burckhardt, Roberto Cabot, Jürgen Enge, Gruppo A12, Udo Noll, Philip Pocock, Wolfgang Staehle, Birgit Wiens and Øthers). H|u|m|b|o|t wurde in die Sammlung des Zentrums für Kunst und Medien in Karlsruhe aufgenommen.